# ATV (Perú)
ATV (abreviatura de Andina de Televisión) es un canal de televisión abierta peruano que emite desde 1983. Es propiedad de Albavisión, y canal principal del Grupo ATV.

## Historia

### Primer lanzamiento
Los orígenes del Canal 9 de Lima se remontan al 28 de mayo de 1954, cuando Francisco Vera Pereyra realizó la primera prueba de televisión en el Hotel Bolívar de esa ciudad a través del canal 3. Poco después Pereyra se asocia con la familia Miró-Quesada del diario El Comercio para formar una nueva televisora.
Así, el 2 de agosto de 1959, el Canal 9 de la Empresa de Producciones Radiales y Televisión comenzó sus transmisiones, con el nombre de TV El Sol.
El 20 de marzo de 1960 dejó de transmitir debido a la bancarrota de la empresa que operaba el canal. Entonces, América Televisión adquiere el canal para relanzarlo a principios de abril de 1962 como un anexo al propio canal.
Sin embargo, a fines de 1971, el gerente de América Televisión de aquel entonces, Nicanor González, decide suspender las transmisiones indefinidamente para evitar una amenaza de expropiación por parte del gobierno militar, lo que finalmente sucedió marcando el final del antiguo canal 9 de la capital peruana.
Su local y equipos fueron entregados al ENRAD (responsable de operar TV Perú) y pocos años después se comienza a utilizar la frecuencia 9 como repetidora de la cadena estatal en Lima.

### Segundo lanzamiento
En enero de 1981 se crea Andina de Radiodifusión S.A., una nueva empresa privada liderada entonces por Carlos Tizón Pacheco, quien previamente financió la campaña presidencial de Fernando Belaúnde Terry en 1980 e impulsor del consorcio automotor Promasa, adquiere la licencia para operar el canal 9 VHF en Lima. Tras un período de prueba de casi dos años, que comenzó el 25 de mayo de 1981, el 15 de abril de 1983, el Ministerio de Transportes y Comunicaciones le otorga la licencia para la explotación comercial de la frecuencia 9 (186-192 MHz).
Las transmisiones oficiales del Canal 9 de Lima comenzaron el 18 de abril de 1983, cuando fue inaugurado en una casona de la Avenida Arequipa, en San Isidro por el presidente de la república de aquel entonces, Fernando Belaúnde Terry, y por el arzobispo de Lima de ese entonces Juan Landazuri Ricketts quien impartió la bendición al nuevo canal luego de una gran campaña publicitaria y emitir durante tres meses en señal de prueba.
Canal 9 ganó rápidamente audiencia y popularidad, mostrando durante toda la década una variada programación con famosas películas (luego de la ceremonia inaugural se presentó Locura de Verano), series norteamericanas de estreno como MacGyver o Hunter el cazador; exitosas telenovelas venezolanas como Amazonas, Cristal o La dama de rosa y series animadas como Sandybelle, Los Picapiedras, Los Supersónicos y Calabozos y Dragones.
En cuanto a producción propia, obtuvo buena recepción de la audiencia, con programas como El dedo, los periodísticos Esta Noche de Gonzalo Rojas, Documento y Uno más uno de Fernando Ampuero, el musical Hits del Momento Musical de Miguel Milla y sus responsables noticieros con inolvidables figuras como Aldo Morzán, María Teresa Braschi, Gonzalo Iwasaki, Suzie Sato y la fallecida periodista María Claudia Zavalaga.
En 1985, el canal fue adquirido por los Hermanos Francisco, Alfonso & Julio Vera Gutiérrez.
En 1986, el Canal 9 de Lima se asocia con PROA (Productores Asociados S.A.) de Francisco J. Lombardi realizando su primera producción dramática, en enero: la telenovela Bajo tu piel (1986), luego llegaría a mediados de ese año Malahierba (1986-1987). Después  Paloma (1988) y por último Kiatari, buscando la luna (1989).
Durante 1987, la estación inicia su expansión al nivel nacional al asociarse con dos empresas que operaban varias estaciones en el interior del Perú: Norperuana de Radiodifusión, S.A (actualmente Sol TV, con sede en Trujillo) y CRASA, cuya estación bandera era el Canal 8 de Arequipa (actualmente ATV Sur) y era propietaria de varias estaciones del sur del país. Así, ambas cadenas regionales emitían gran parte de la programación del Canal 9 para el interior del país.
En 1989, Carlos Tizón vende sus acciones de Andina de Radiodifusión S.A. al empresario Francisco Vera Gutiérrez, quien asume el control del Canal 9 de Lima. Su esposa, Graciela Abad y luego los hijos de Julio Vera comienzan a ocupar cargos directivos en el canal.

### Década de 1990
En abril de 1990 se lanza Fuego cruzado el programa original de debates de Mariella Balbi y Eduardo Guzmán. Fue el primer programa de entrevistas peruano que usó el molde estadounidense moderno al reunir en el set televisivo a un grupo de personas en torno a un tema polémico y "en vivo", discutir en torno a él. Los invitados tenían que ser funcionales a la discusión y al reparto de bandos y eran azuzados por una conducción sin miedo al escándalo. Fuego cruzado, que se mantuvo 5 años en el aire, permitió al gerente del canal, Federico Anchorena, ser pionero en la nueva etapa de la televisión peruana con propuestas adelantadas a su época.
En 1991, el Canal 9 de Lima, junto con la Backus y Johnston decide producir miniseries, siendo la primera Regresa, una miniserie basada en la vida de Lucha Reyes que causó polémica en el ambiente artístico peruano. Luego le seguiría La Perricholi en 1992 y en 1993 Bolero y Tatán que fueron las últimas miniseries producidas en esta etapa.
El 14 de enero de 1992, debido al lanzamiento del canal al satélite, la estación cambia de nombre a ATV (sigla de Andina de Televisión).
El 21 de noviembre de 1994, ATV lanza al aire el canal musical Uranio 15 (hoy La Tele), dirigido por Francisco Vera Abad, construyendo un edificio al lado de su sede la que es remodelada. Así mismo el canal vuelve a realizar telenovelas tras cinco años, esta vez con Michel Gómez; la primera novela, Los de arriba y los de abajo se convirtió en un rotundo éxito. Luego llegarían Los unos y los otros (1995), Tribus de la calle y Lluvia de arena (ambas de 1996). 
A mediados de la década de los 90 el canal vuelve a tener gran popularidad con programas concurso dirigidos al público juvenil tales como el exitoso De dos a cuatro (1993-1997) conducido por Elena y Raúl Romero, Campaneando con Gian Marco Zignago y Bruno Pinasco y 3,2,1... ¡Juego! con Sofía Franco, Javier Delgiudice y Carlos Thorton.
El 1 de noviembre de 1997 se lanza Magaly TeVe conducido por Magaly Medina, el primer gossip show de la televisión peruana en donde los espacios de espectáculos y farándula no pasaban de un segmento de pocos minutos. Magaly TeVe se convertiría en el programa estandarte de ATV durante la primera década del siglo XXI emitiéndose casi ininterrumpidamente con gran sintonía hasta 2012.
En 1997 surgió una disputa en la administración por Francisco Vera Gutierrez entre su esposa Graciela Abad con su hijo Francisco Vera Abad  cuando el gobierno de Alberto Fujimori confiscó el canal y tomo la propiedad que tuvo sus Hermanos Alfonso & Julio Vera Gutiérrez. En octubre de 1998, Julio Vera Gutiérrez & los herederos de su hermano Alfonso, agobiados por problemas familiares y políticos y la recuperación del medio, venden el 62% de las acciones del canal a su consuegra María del Pilar Tello quien en 2000 las transfirió a Remigio Ángel González González, dueño de Albavisión Communications Group LLC, por medio de su representante en el país, el gerente general de la emisora Marcelo Cúneo Lobiano. su hijo Julio Vera Abad fue posteriormente acusado por supuestamente participar en la red de corrupción fujimorista, pero permaneció en situación de prófugo a inicios de los años 2000.

### Década de 2000
A inicios de 2001, comienzan los cambios en ATV, primero se renueva el área periodística del canal y se relanza ATV Noticias en marzo de ese mismo año esta vez con la conducción de Pilar Higashi (hasta ese entonces reportera del canal), que reemplaza a Rubén Trujillo, también Magaly Medina vuelve al canal después de más de dos años de estar en Latina Televisión y se relanza Magaly TeVe a las 9 p. m. ATV Deportes, que fue conducido hasta ese entonces por Alberto Beingolea, que emigró a Latina Televisión, fue reemplazado por El Deportivo conducido primeramente por Daniel Kanashiro y posteriormente con Eddie Fleischman.
En 2002, comienzan a transmitir telenovelas y programas de la cadena estadounidense Telemundo. Posteriormente, el canal empezó a emitir programas de la empresa mexicana Televisa, como telenovelas, series como Mujer, casos de la vida real, etc. Así mismo, contrató al comentarista deportivo Eddie Fleishman para expandir noticias de ese rubro.
Ya en marzo de 2003, ATV comienza a emitir las 24 horas del día, los siete días de la semana, rellenando la programación de madrugada con series, programas misceláneos como Sala de parejas (hoy Caso cerrado), Noticias CNN, etc.
En 2004, ATV deja de emitir los programas de Televisa que aquí las obtuvo América Televisión, reemplazándolos por los de Telemundo y TV Azteca, las de la última cadena fueron emitidas hasta el año anterior por Panamericana Televisión, pero ATV deja de emitir los programas de TV Azteca y cedió nuevamente al citado canal en 2010, también ingresan las telenovelas brasileñas de Rede Globo también emitidas años antes por el canal 5.
En 2006, Michel Gómez produce junto a ATV la teleserie Condominio S.A. que obtuvo cierta popularidad. A la vez abandona el formato de Endemol, que en ese entonces produjo Gran Hermano del Pacífico, Dilo dilo y Mangos.
El 18 de abril de 2008, el canal cumplió 25 años al aire, con una serie de eventos importantes para la conmemoración de este aniversario. Asimismo, renovó el canal Uranio TV y lo relanzó como La Tele, siendo parte de la organización de la red Albavisión.

### Década de 2010 en adelante
En junio de 2010, presentó su nuevo portal en internet tuTeVe.tv que agrupa a los miembros del Grupo ATV.
En 2011, ATV produce con Rodolfo Hoppe Ana Cristina, la primera telenovela peruana realizada y transmitida totalmente en alta definición, protagonizada por Karina Jordán y Segundo Cernadas, con la participación antagónica de Carolina Cano y Lourdes Berninzon, luego esta telenovela se exportó a varios países. En septiembre de 2011, se crea el nuevo canal llamado ATV+, que sería principalmente de noticias.
Continuando con su plan nacional de expansión, en octubre de 2011 se conoció que el Grupo ATV compró la televisora Perú TV de Arequipa de propiedad de CRASA y anunció que este canal regional se relanzaría como ATV Sur, lo que se oficializó el 10 de noviembre de ese mismo año.
El 18 de marzo de 2012, el exdueño del canal Julio Vera Abad, hizo una denuncia contra los actuales directivos del canal para recuperar el control del mismo, lo que no prosperó.[cita requerida]
En 2015, ATV y Global vende los derechos de la UEFA Champions League a América Televisión. Ese mismo año, ATV vende los derechos de transmisión de los programas de Telemundo y TV Azteca anteriormente emitidos en el canal a Panamericana Televisión y Latina Televisión.
Desde febrero de 2016, ATV hizo una alianza comercial con América Televisión. Gracias a esta alianza, el primero podría producir contenido para ATV en sus nuevos estudios de Pachacámac cuando este último desee y lo pida, además de utilizar las alianzas de ATV con canales internacionales para llevar sus propias producciones al extranjero. Actualmente, la alianza también es utilizada por América para transferir y emitir las novelas y series importadas antiguas y nuevas de Televisa a ATV, que retorna al canal después de 12 años y que anteriormente las transmitía América. En 2018, fue lanzado América Next bajo esta alianza, en reemplazo de NexTV. Este último cerró a fines de 2019.
En 2016, ATV vende los derechos de emisión para televisión de señal abierta de las eliminatorias y los partidos de la selección nacional de fútbol a Latina Televisión y a América Televisión.
El 19 de febrero de 2018 durante el estreno de ATV Noticias: Edición Matinal, ATV cambia la relación de aspecto del canal en resolución estándar de 4:3 a 16:9 y pasa a reescalar la programación de la señal HD directamente. Ese mismo año, vende los derechos de transmisión a Panamericana Televisión las novelas anteriormente vistas por ATV (Telemundo, TV Azteca, entre otros). También, vende el programa Caso cerrado a Latina Televisión.
En 2020, es el canal oficial de los Juegos Olímpicos Tokio 2020 ya que obtuvo los derechos de transmisión y lo hizo evidente mediante avisos publicitarios. Pero dicho evento fue postergado al 2021 por el impacto del COVID-19.
En 2021, ATV adquirió los derechos de emisión de algunas novelas turcas que anteriormente fueron emitidas por Latina Televisión. Ese mismo año, ATV adquirió a América Televisión los derechos para transmitir la UEFA Champions League junto a su canal hermano Global.
En julio de 2021, transmitió, en conjunto con Global los Juegos Olímpicos de Tokio 2020.
Desde 2023, ATV adquirió a Latina Televisión los derechos para transmitir la selección nacional de fútbol.
En julio de 2024, transmitió conjuntamente con Global los Juegos Olímpicos de París 2024. Para entonces, el canal prefirió no emitir ficción propia y optó por emitir contenido de telenovelas turcas, material de las cadenas Televisa y Telemundo, y películas. Además, renovó las antenas del morro solar como parte del proceso de adaptación a la señal digital y mejoró la cobertura en distritos periféricos de Lima Metropolitana.
En 2025, el canal cambió de imagen bajo el lema «Atrevámonos» y decidió optimizar sus recursos en los noticieros y magacines, incluyendo a Magaly TV, a la que su gerente trata como un «programa periodístico».
En el mismo año, falleció el periodista Álamo Pérez-Luna, figura emblemática del canal y conductor de los programas Fuego cruzado, Vidas extremas y Diez.

## Señal en alta definición
El Ministerio de Transportes y Comunicaciones publicó, en noviembre de 2006, una norma con las bases para iniciar las transmisiones experimentales del sistema de televisión digital terrestre (TDT) a nivel nacional. Fue fijada la reserva de los canales de televisión UHF desde el 14 hasta el 51 para dicho propósito.
El 19 de julio de 2007, ATV empezó con las emisiones experimentales en alta definición usando el estándar digital ATSC estadounidense, realizadas en el canal 30 UHF de Lima. ATV HD transmitió algunas películas, clips musicales y eventos que la televisora emitía en su señal en definición estándar. Las pruebas en ATSC siguieron hasta agosto de 2009, cuando ATV migra al estándar ISDB-Tb, designado como el oficial por el Gobierno, dentro del canal 29 UHF de Lima. El 31 de marzo de 2010, el canal lanzó oficialmente sus transmisiones digitales en ISDB-Tb dentro del canal 18 UHF en Lima y Callao en una ceremonia inaugural que contó con la presencia del entonces Presidente de la República, Alan García Pérez, quien dio el «play de honor» en el interruptor del canal, que iniciaba formalmente las emisiones de ATV HD y ATV Móvil. El primer programa regular emitido en HD fue la telenovela ¿Dónde está Elisa?, que se estrenó el 25 de marzo. Más adelante, se estrenaron las telenovelas Los Victorinos y El cartel de los sapos en HD. El 30 de agosto del mismo año, ATV HD lanzó el programa Magaly TeVe en alta definición, lo que lo convirtió en el primer programa de televisión en el Perú en ser producido en HD.
El 23 de febrero de 2018 a las 3:07 p. m., el logotipo abandonó el área segura 4:3 y fue reposicionado a la esquina superior de la pantalla, tras el cambio de relación de aspecto de la señal SD de ATV de 4:3 a 16:9, ocurrido el 19 de febrero de 2018. Originalmente, la imagen del canal en alta definición era recortada a los lados para que pudiese ser retransmitida como canal de resolución estándar, apta para su correcta recepción en televisores CRT análogos. Eso ocasionaba que el logotipo HD también se viera en el canal estándar, situación que estuvo presente por años hasta el último cambio de imagen.

## Señales

### Analógica terrestre
Era la señal original del canal, emitida desde su fundación el 18 de abril de 1983 en Lima por el canal 9 de la VHF (186-192 MHz), usando el estándar NTSC de 480i líneas a 59,94 bandas por segundo. En 1994 comienza a emitir en sonido estereofónico, bautizado por el propio canal como "señal de sonido digital". Se transmitía en 4:3 y, desde 2010, cuando comenzaron las producciones en alta definición, la señal emitía con pan and scan. Desde el 19 de febrero de 2018, la señal se emite en 16:9 luego de la unificación con la señal en alta definición. Esta señal dejó de transmitir en Lima (Canal 9) y Callao (Canal 6) el 31 de diciembre de 2024, como parte de la primera fase del apagón analógico

### TDT
Estas señales transmiten por el canal 18 UHF de Lima (494-500 MHz) de la televisión digital terrestre desde marzo de 2010. Estas son:
| Canal virtual          | Características |
| ---------------------- | --- |
| 9.1 Subcanal HD        | Es la señal principal del canal, la cual emite en alta definición. Fue lanzada el 31 de marzo de 2010 y transmite en 1080i a 60 bandas por segundo. Desde 2010 hasta la actualidad, usa un logotipo del canal con las siglas «HD» si el programa a emitir se encuentra en alta definición. De lo contrario, se usaba el logotipo del canal sin las sigls. Las producciones en resolución estándar (SD) a 4:3 se emitían anteriormente con pillarbox, con el texto «ATV» en ambas barras negras a los laterales. Esta situación duró desde el lanzamiento de la señal hasta 2015 luego se quitó el texto. El 19 de febrero de 2018, la señal SD pasa a retransmitir la programación de la señal HD; como consecuencia, las producciones del canal en resolución estándar pasan a transmitir estiradas a toda la pantalla sin barras. |
| 9.2 Subcanal HD (ATV+) | Era la señal en resolución estándar del canal, el cual comenzó sus emisiones por TDT el 31 de marzo de 2010; emitía en 480i a 60 bandas por segundo. De 2010 a 2012, retransmitía la señal analógica por VHF en 4:3. En mayo de 2012, la señal SD desapareció y fue reemplazada por el canal hermano de noticias ATV+, que solo existía en televisión analógica terrestre por el canal 21 UHF desde su lanzamiento en noviembre de 2011. El nuevo subcanal de noticias se emitía en SD y, desde 2016, en HD. Además de transmitir por el subcanal 9.2, también posee un múltiplex propio en el canal virtual 8.1 de la TDT (canal 39 UHF). |
| 9.3 ATV Móvil          | Es la señal 1seg para teléfono celular lanzada también el 31 de marzo de 2010. Emite en 240p a 30 fotogramas por segundo. De 2010 a 2018, emitía lo mismo que la señal madre a 4:3 y, desde el 19 de febrero de 2018, la señal se emite en 16:9 al igual que la señal HD. |

## Grupo ATV
Tras la adquisición por Albavisión, ATV ha comprado varias estaciones de televisión y las convirtió en emisoras de programación temática con cobertura al nivel nacional. De esta manera, se fundó el Grupo ATV, conglomerado creado para albergar a estas emisoras. El grupo está conformado por ATV, Global Televisión, La Tele, ATV+ y ATV Sur.
El grupo cuenta con cuatro estudios en los distritos de Barranco y San Isidro.